# Робертс (Висконсин)
Робертс (енгл. Roberts) град је у америчкој савезној држави Висконсин.

## Демографија
По попису из 2010. године број становника је 1.651, што је 682 (70,4%) становника више него 2000. године.
| Група             | 2000.       | 2010.         |
| Белци             | 943 (97,3%) | 1.543 (93,5%) |
| Афроамериканци    | 1 (0,1%)    | 23 (1,4%)     |
| Азијати           | 4 (0,4%)    | 25 (1,5%)     |
| Хиспаноамериканци | 9 (0,9%)    | 34 (2,1%)     |
| Укупно            | 969         | 1.651         |